# エディ・ブレイ
エディ・ブレイ（Edward Blay、1937年11月9日 - 2006年10月15日）は、ガーナのボクサー。彼は 1960年と1964年のオリンピックに出場し、1964年にはライトウェルター級 (63.5 kg) 部門で銅メダルを獲得した。ブレイは、1962年と1966年にコモンウェルスゲームズで2度優勝し、50年代後半から1968年までアマチュアボクサーとして活動し、その後短期間プロボクサーとして戦った。 彼はしばらくイタリアに住んでいたが、ガーナに戻った後、アクラのオスにレストラン「Sole Mio」を設立した。

## 1960 年夏季オリンピックの結果
以下は、1960 年にイタリアのローマで開催された夏季オリンピックに出場したガーナのライト級ボクサー、エディ・ブレイの記録である。
- ラウンド32：グアルベルト・グティエレス（ウルグアイ）が4-1の判定でグアルベルト・グティエレス（ウルグアイ）に勝利
- ラウンド16：リチャード・マクタガート（イギリス）に0-5の判定負け